# Князев, Пётр Петрович
Пётр Петрович Князев — советский хозяйственный деятель, Герой Социалистического Труда.

## Биография
Родился в 1920 году в Кизеле. Член КПСС.
С 1936 года — на хозяйственной работе. В 1936—1974 гг. — мастер связи, электрослесарь на Кизеловской ГРЭС, участник Великой Отечественной войны, старший разведчик-наблюдатель батареи 120-миллиметровых миномётов 757-го стрелкового полка, наводчик миномёта, командир миномётного отделения 120-миллиметровых миномётов 774-го стрелкового полка 222-й дивизии в составе Западного 3-го и 1-го Белорусского фронтов, электрослесарь Кизеловской ГРЭС № 3 имени С. М. Кирова Министерства энергетики и электрификации СССР.
Указом Президиума Верховного Совета СССР от 20 апреля 1971 года присвоено звание Героя Социалистического Труда с вручением ордена Ленина и золотой медали «Серп и Молот».
Умер в Кизеле в 1974 году.